# Imaginations through the Looking Glass
Imaginations through the Looking Glass es un DVD editado en 2004 por la banda alemana de Power metal Blind Guardian, que contiene las grabaciones efectuadas durante dos noches en un festival organizado por los propios Blind Guardian durante junio de 2003 en la localidad de Coburgo (Alemania). 

## Formación
- Hansi Kürsch: Voz
- André Olbrich: Guitarra y coros
- Marcus Siepen: Guitarra y coros
- Thomas Thomen Stauch: Batería

## Lista de canciones

### DVD 1 - Directo en Coburgo (Alemania) junio de 2003
1. War of Wrath
2. Time Stands Still
3. Banish From Sanctuary
4. Nightfall
5. The Script for my Requiem
6. Valhalla
7. A Past & Future Secret
8. Punishment Divine
9. Mordred's Song
10. The Last Candle
11. Bright Eyes
12. Lord Of The Rings
13. I'm Alive
14. Another Holy War
15. And Then There Was Silence
16. Somewhere Far Beyond
17. The Bard's Song (In The Forest)
18. Imaginations From The Other Side
19. And The Story Ends
20. Mirror Mirror

### DVD 2 - Disco Bonus
1. Entrevista con Blind Guardian
2. Escenas de backstage "A Night At The Opera Tour 2002"
3. Galería de fotos
4. Así se hizo: "The Blind Guardian Festival Coburg 2003"
5. Temas extra, grabados en vivo (Waken open air y gira de "A Night at the Opera"):
  1. Majesty
  2. Into The Storm
  3. Welcome To Dying
  4. Lost In The Twilight Hall

- Datos: Q693045